# Paul Lähne
Paul Lähne (* 3. Januar 1902 in Sangerhausen; † 6. September 1990) war ein deutscher KPD-Funktionär, SED-Politiker und FDGB-Funktionär. Von 1946 bis 1949 war er Vorsitzender der Industriegewerkschaft Bergbau im FDGB und 1949/1950 Minister für Wirtschaft und Verkehr in Sachsen-Anhalt.

## Leben
Nach dem Besuch der Volksschule machte Lähne eine Ausbildung zum Elektroschweißer. Von 1916 bis 1939 war er im Bergbau und in verschiedenen Metallbetrieben tätig. 1919 trat er in den Deutschen Landarbeiterverband ein. Er wurde zum Vertrauensmann und Betriebsrat gewählt. 1925 wurde er Mitglied der KPD. Von 1925 bis 1933 war er Funktionär der KPD, der Revolutionären Gewerkschafts-Opposition (RGO) und des Roten Frontkämpferbundes (RFB) in Halle-Merseburg. Zeitweilig gehörte er der Bezirksleitung Halle-Merseburg der KPD und der RGO an.
Nach der „Machtergreifung“ der Nationalsozialisten 1933 beteiligte er sich weiterhin illegal politisch. 1933/34 war er im KZ Lichtenburg inhaftiert.
Nach 1945 war Lähne hauptamtlicher FDGB-Funktionär. 1946 wurde er Mitglied der SED. Von Juni 1946 bis April 1949 war er Vorsitzender der IG Bergbau. Von 1947 bis 1952 war er zudem Mitglied des FDGB-Bundesvorstandes. Von März 1948 bis April 1949 war er zugleich Mitglied des Deutschen Volksrates. Von April 1949 bis November 1950 war Lähne Minister für Wirtschaft und Verkehr in Sachsen-Anhalt. Von 1951 bis 1954 machte er eine Ingenieursausbildung, anschließend war er von 1954 bis 1970 Direktor der Technischen Berufsschule in Ammendorf. Seit 1974 war Lähne Mitglied des Arbeitskreises verdienter Gewerkschaftsveteranen des Zentralvorstandes der IG Bergbau.

## Auszeichnungen
- Vaterländischer Verdienstorden in Silber (1985)

## Schriften
- (zusammen mit Hans Jendretzky): Die Aufgaben der Gewerkschaften in der Bergbauwirtschaft. Die Freie Gewerkschaft, Berlin 1948.